# Mary Todd Lincoln
Mary Ann Todd Lincoln (Lexington, Kentucky; 13 de diciembre de 1818-Springfield, Illinois; 16 de julio de 1882) fue la esposa del presidente Abraham Lincoln y primera dama de los Estados Unidos de 1861 a 1865.

## Biografía
Nacida en Lexington, Kentucky, del matrimonio entre Robert Smith Todd, vaquero, y Elizabeth Parker-Todd, Mary creció en el confort y el refinamiento. A la edad de 6 años, su madre Elizabeth fallece y su padre se casa poco después con Elizabeth Betsy Humphreys-Todd (1826). Mary tuvo una relación difícil con su madrastra. Desde 1832, la familia se traslada a vivir a la que actualmente es conocida como Mary Todd Lincoln House, una residencia de 14 habitaciones en Lexington. De ambos matrimonios de su padre, Mary tuvo 14 hermanos. Los ancestros de Mary Todd provenían de Irlanda, por parte paterna, y de Escocia, por parte materna.
A la edad de 20 años, en 1839, Mary Todd se mudó a la casa familiar de Springfield, Illinois, donde vivía ya su hermana Elizabeth. Mary Todd, que era una joven inteligente y coqueta, fue cortejada, entre otros, por el abogado y político Stephen A. Douglas, aunque ella se sintió atraída por el también abogado, y rival de aquel, Abraham Lincoln. Elizabeth facilitó su noviazgo y le presentó a Abraham Lincoln el 16 de diciembre de ese año. Tras un noviazgo tormentoso marcado por al menos una ruptura, Mary Todd se casó con Abraham Lincoln el 4 de noviembre de 1842. Casi exactamente nueve meses después, el 1 de agosto de 1843, Mary Todd dio a luz a su primer hijo, Robert Todd Lincoln.
Mientras Abraham Lincoln cosechaba cada vez más éxitos profesionales como abogado en Springfield, Mary Todd se ocupaba de su familia. La casa que habitaron en Springfield, entre 1844 y 1861 sigue en pie hoy en día y funciona como la Lincoln Home National Historic Site.

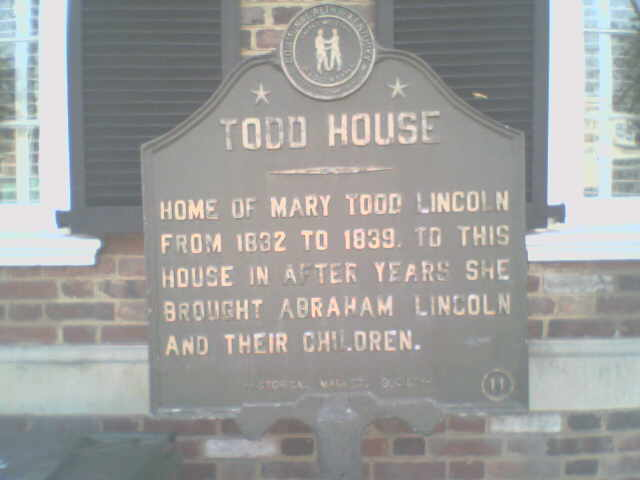
Casa de la Familia Todd, Lexington, Kentucky.

Los hijos del matrimonio, nacidos todos en Springfield, fueron:
1. Robert Todd Lincoln: (1843 - 1926)
2. Edward Eddie Baker Lincoln: (1846 - 1850)
3. William Willie Wallace Lincoln: (1850 - 1862)
4. Thomas Tad Lincoln: (1853 - 1871).

De los cuatro, solo Robert y Thomas llegaron a la edad adulta, y solo Robert sobrevivió a su madre.
Mary Todd Lincoln estaba muy enamorada de su marido y en ocasiones la entristecía su ausencia del hogar para ejercer su profesión y participar en las campañas políticas. Aun así, en la década de 1850, Mary Lincoln lo apoyó incondicionalmente en su lucha contra la creciente crisis provocada por la esclavitud en los Estados Unidos, que culminó con su elección como Presidente.
La elección de Lincoln provocó que siete estados sureños declarasen su independencia de la Unión. En el estado natal de Mary Lincoln, Kentucky —uno de los cuatro estados esclavistas que no se separaron—, existía un arraigado sentimiento contrario a la Unión, y muchas familias de clase alta —a la cual pertenecía Mary— apoyaban la causa sureña.

### Primera dama
Mary Lincoln era una mujer culta que se interesaba por la actualidad de su país y compartía la tremenda ambición de su marido, pero su origen sureño le planteó obstáculos que se hicieron rápidamente evidentes cuando asumió sus responsabilidades de primera dama en marzo de 1861. Además, algunos rasgos de su carácter tampoco le ayudaban a superar dichos problemas: nerviosa y susceptible, a veces actuaba de manera irracional. Al trasladarse a la capital, se granjeó una impopularidad de la noche a la mañana.
El predecesor de Abraham Lincoln, James Buchanan, que permaneció soltero toda su vida, no había podido utilizar la Casa Blanca para reuniones públicas, a tenor de las reglas de la época, de modo que en 1861 la residencia se encontraba en un estado de cierto abandono. Mary Todd emprendió una serie de reformas en el edificio, pero los fondos públicos necesarios se extrajeron al mismo tiempo que aumentaba el gasto del Estado para sufragar la Guerra Civil, por lo cual fue criticada con dureza. La prensa controlada por el Partido Demócrata les dedicó críticas feroces tanto a ella como al gobierno de su marido, que se vieron avivadas por las ostentosas excursiones de Mary Lincoln a Nueva York para realizar sus compras personales.
A medida que avanzaba la Guerra Civil, comenzaron a circular rumores contra la lealtad e integridad de Mary Lincoln. Entre otras cosas, se la acusaba de ser simpatizante de los Estados Confederados, e incluso una espía (muchos parientes suyos luchaban del lado de la Confederación: dos medio hermanos y su cuñado murieron en batalla), aunque en realidad Mary Lincoln fue una defensora ferviente e incansable de la causa de la Unión. Sus enemigos jamás advirtieron sus numerosas visitas a los soldados de la Unión atendidos en los hospitales de campaña de Washington y cercanías. Abraham Lincoln defendió enérgicamente a su mujer ante los crueles ataques de sus detractores.
Durante la Guerra Civil, los estadounidenses de origen sureño pero fieles a la Unión, como Mary Lincoln, tuvieron que compatibilizar el concepto de supremacía de la raza blanca, que les habían inculcado desde la infancia, con la nueva función de los afroamericanos como elemento fundamental de la fortaleza de la Unión. Como parte de este dilema moral y personal, Mary Lincoln aceptó a una antigua modista esclava, Elizabeth Keckly, como su amiga íntima y confidente en la Casa Blanca. Posteriormente, los recuerdos de Elizabeth Keckly serían un elemento clave para comprender los problemas psicológicos que padeció Mary Lincoln como primera dama.
Los desafíos personales de Mary Lincoln se recrudecieron en febrero de 1862 cuando su hijo Willie, de 11 años, murió de fiebre tifoidea, tras lo cual Mary, ya de por sí debilitada en el plano psicológico, casi sucumbió al dolor producido por el fallecimiento. Contrató a médiums y espiritistas para intentar contactar con el espíritu de su hijo, con lo cual derrochó nuevamente otra pequeña fortuna. Tras la muerte de Willie, Mary Todd limitó las recepciones que ofrecía en la Casa Blanca, situación que sus enemigos aprovecharon para acusarla de desatender sus obligaciones sociales.

### Asesinato de Abraham Lincoln y vida posterior

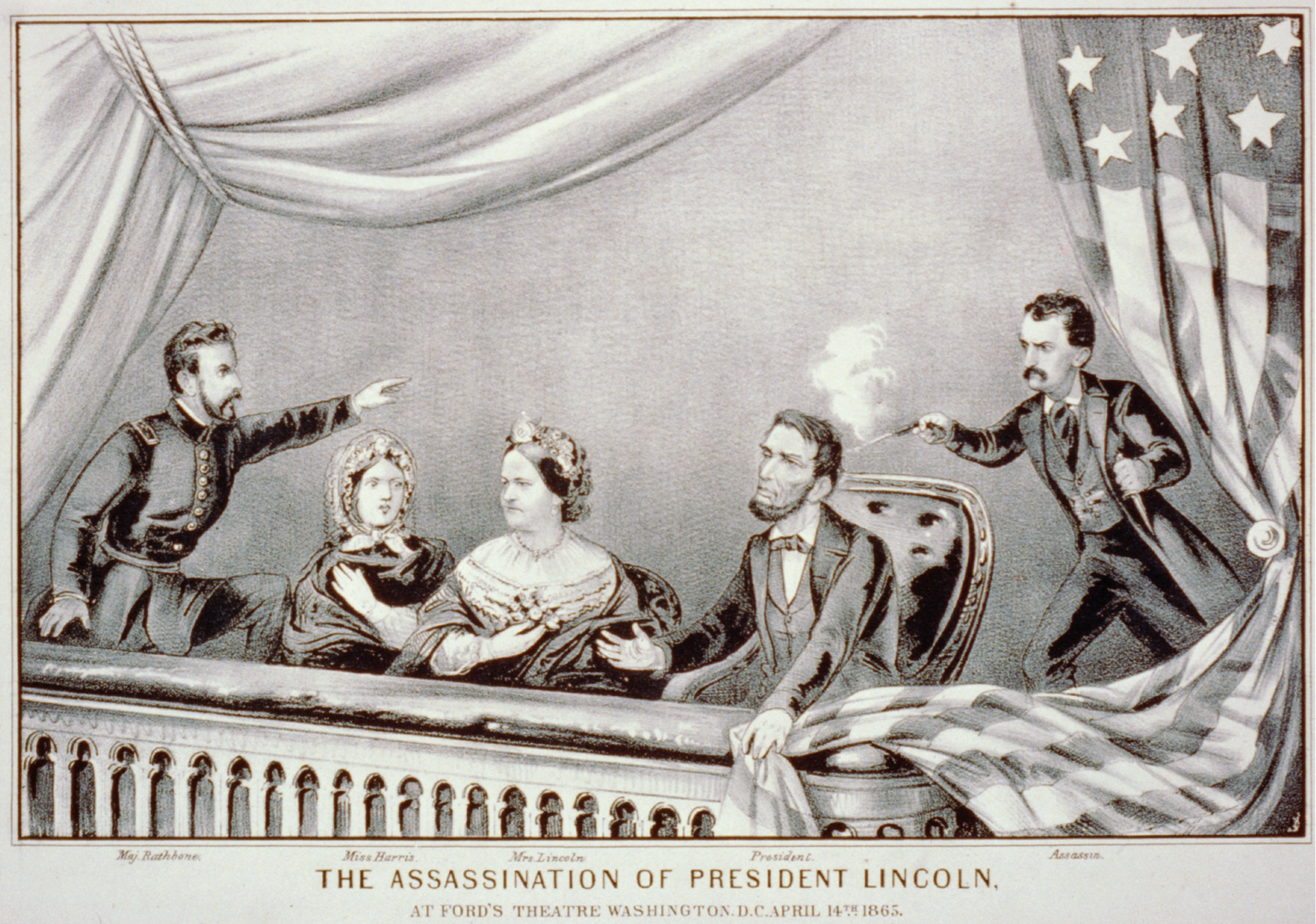
Asesinato de Abraham Lincoln. De izquierda a derecha: Henry Rathbone, Clara Harris, Mary Todd Lincoln, Abraham Lincoln y John Wilkes Booth.

En abril de 1865, cuando la guerra tocaba su fin, Mary Lincoln albergaba la esperanza de renovar su felicidad como primera dama de un país en paz, pero el 14 de abril de 1865, mientras el matrimonio Lincoln asistía a la representación de la obra Our American Cousin en el Teatro Ford, el presidente Lincoln fue herido de muerte por un asesino. Abraham Lincoln fue conducido al edificio opuesto al teatro, la casa Petersen, en compañía de Mary, y allí moriría el día siguiente, 15 de abril de 1865. Mary Lincoln jamás se recuperaría de la traumática experiencia.
Ya viuda, Mary Lincoln regresó a Illinois. En 1868, la antigua confidente de Mary, Elizabeth Keckly, publicó Behind the Scenes, or, Thirty Years a Slave and Four Years in the White House. Con el tiempo el libro se convertiría en una fuente valiosísima para comprender la vida de Mary Lincoln, pero la ex primera dama la tomó como un atentado contra lo que consideraba que había sido una amistad íntima, y fue aislándose progresivamente.
Por medio de una ley promulgada en 1870, el Congreso de los Estados Unidos le concedió a Mary Lincoln una pensión vitalicia, como viuda de Abraham Lincoln, que ascendía a 3000 dólares al año.
La muerte de otro hijo suyo, Thomas, en 1871, le causó a Mary Lincoln un dolor tan profundo que quedó sumida en una depresión. El único hijo de Mary que seguía con vida, Robert T. Lincoln, quien comenzaba una prometedora trayectoria como abogado en Chicago, se vio alarmado por el derroche de dinero de su madre y lo que consideró un comportamiento cada vez más excéntrico. Como pariente varón más cercano, Robert Lincoln ejerció el derecho que le otorgaba la legislación de la época y le retiró a Mary Lincoln la capacidad legal. En 1875, un tribunal de Illinois ordenó el ingreso de Mary Lincoln en Bellevue Place, un hospital psiquiátrico de Batavia, Illinois. Durante su estancia, Mary Lincoln no estuvo encerrada, sino que gozó de la libertad de desplazarse libremente por las instalaciones, y fue dada de alta al cabo de tres meses. Sin embargo, nunca perdonó a su hijo mayor por lo que consideró una traición.
Mary Lincoln pasó los cuatro años siguientes en el extranjero, tras fijar su residencia en Pau, Francia. Gran parte de este tiempo lo dedicó a viajar por Europa, aunque su salud fue debilitándose en los últimos años. Mary Lincoln padecía unas graves cataratas que le perjudicaban la vista, lo cual pudo contribuir a su tendencia cada vez mayor a caerse. En 1879, sufrió heridas en la médula espinal al caerse de una escalera.

### Muerte
A principios de la década de 1880, Mary Lincoln volvió al domicilio de su hermana Elizabeth Edwards, donde vivió postrada. Fallecida el 16 de julio de 1882, a los 63 años; fue enterrada en el Mausoleo de Lincoln en el cementerio de Oak Ridge de Springfield, junto a su marido. 
El único hijo del matrimonio Lincoln que vivió y tuvo descendencia fue Robert Todd Lincoln.